# 朝日健太郎 (社会運動家)
朝日 健太郎（あさひ けんたろう、1944年 - ）は、日本の新左翼活動家。フロント (社会主義同盟)共同代表。本名・山田勝。

## 経歴
群馬県前橋市生まれ。営林署職員であった父親の転勤に伴い那須、東京、伊豆、高萩で転勤生活を送る。茨城大学附属中学校に一学期通った後、港区立高松中学校に転校。1960年、東京都立日比谷高校に入学。統一社会主義同盟（統社同）系の社研に入部。一浪して1964年、東京大学文科Ⅰ類に入学、統社同に加入。のち東大卒業。統社同は1960年代後半に構造改革路線を捨てて急進化・新左翼化した。
統社同が1970年12月に名称変更した日本共産主義革命党の政治局員となり、労働運動路線を主張したが、統社同的体質が抜けない傾向だとして1972年3月に政治局員を解任された。同年4月に組織が分解、1974年8月の再建大会で書記長に選出された。同党は後に名称を「フロント (社会主義同盟)」に変更、大衆化路線を進み穏健な市民運動に転換した。その後、ネットワーク型組織への変化に伴い、朝日はフロントの議長から代表となった。
労働運動研究所理事、市民新聞「ACT」編集を経て、「NPO現代の理論・社会フォーラム」運営委員。